# 小行星7434
小行星7434（英語：7434 Osaka）是一颗围绕太阳公转的小行星。1994年1月14日，小林隆男在大泉町发现了此天体，以大阪市（Osaka）命名。
这颗小行星的绝对星等为298.85939等。